# Christian Früchtl
Christian Früchtl (* 28. ledna 2000 Bischofsmais) je německý profesionální fotbalový brankář, který chytá za rakouský klub FK Austria Vídeň. Je také bývalým německým mládežnickým reprezentantem.

## Klubová kariéra

### Mládežnická kariéra
Früchtl hrál do 14 let za mládežnický výběr týmu SpVgg Grün-Weiss Deggendorf. V roce 2014 se pak přesunul akademie Bayernu Mnichov. Zde nastupoval v týmech do 17 a 19 let. V obou kategoriích odehrál dohromady 34 utkání. Nastoupil také do 13 zápasů v rámci Juniorské ligy UEFA.

### FC Bayern Mnichov II
Od roku 2017 začal Früchtl pravidelně nastupovat v rezervním týmu Bayernu Mnichov. Svůj debut za B-Tým odehrál 15. srpna 2017 v utkání Regionalligy proti VfR Garching. Za rezervu odehrál celkem 64 zápasů, z toho 37 v Regionallize a 27 v 3. Lize.

### FC Bayern Mnichov
Během svého působení v rezervě Bayernu Mnichov se také několikrát objevil na lavičce prvního týmu. Poprvé se tak stalo 5. srpna 2017 ve finálovém utkání německého superpoháru proti Borussii Dortmund.

#### 1. FC Norimberk (hostování)
24. srpna 2020 odešel Früchtl na roční hostování do druholigového celku 1. FC Norimberk. Ve svém prvním utkání v novém klubu, které se odehrálo 12. září 2020 v DFB-Pokal proti RB Leipzig, zůstal Früchtl pouze na lavičce.

## Reprezentační kariéra
Früchtl reprezentoval Německo v několika mládežnických kategoriích. Nastoupil do několika zápasů v rámci kvalifikací na Mistrovství Evropy U17 2017 a Mistrovství Evropy U19 2019. 19. listopadu 2015 nastoupil do zápasu v kategorii U16 proti reprezentaci České republiky.

## Úspěchy a ocenění

### FC Bayern Mnichov
- DFL-Supercup: 2017

### FC Bayern Mnichov II
- Regionalliga Bayern: 2018/19
- 3. Liga: 3. německá fotbalová liga 2019/20